# 피어슨잎귀쥐
피어슨잎귀쥐(Phyllotis pearsoni)는 비단털쥐과에 속하는 설치류이다. 페루 북부의 토착종으로 해발 3,572~4,270m에서 서식한다. 꼬리 길이 108~122mm를 포함한 전체 몸길이가 214~256mm이다. 자연 서식지는 해발 3,500m 이상의 안데스 산맥 초원 지대이다. 종소명과 일반명은 미국 동물학자 피어슨(Oliver Payne Pearson)의 이름에서 유래했다.